# Valle di Scalve
La Valle di Scalve (in bergamasco Al de Scalf, in latino Vallis Decia) è la valle del torrente Dezzo, situata sulle Alpi Orobie Orientali e tributaria laterale occidentale della Val Camonica. Vilminore di Scalve è il centro principale della valle. Colere e Schilpario sono delle stazioni di sport invernali.

## Geografia fisica

### Territorio
È situata nella parte nord-orientale della Provincia di Bergamo (comuni di Azzone, Colere, Schilpario e Vilminore di Scalve). A nord essa confina con la Provincia di Sondrio, a nord ovest con la provincia di Brescia attraverso il passo del Vivione al confine col comune di Breno.
Il settore facente parte del comune di Angolo Terme, separato dal resto della valle da una forra, è denominato anche Val d'Angolo.

## Storia

### Antichità
La valle venne colonizzata anticamente dagli antichi Camuni, dai quali deriva l'attuale nome.
Come asserito infatti da studiosi quali Daniele Raineri e Michele Grammatica, il termine Scalve deriverebbe dal celtico Skalf, traducibile in fessura, caratteristica riconducibile alla natura della valle stessa che si presenta, a chi risale dalla valle Camonica tramite il corso del torrente Dezzo, come un'angusta fessura tra i monti. A suffragare tale ipotesi vi è il dialetto locale, nel quale la valle è detta Al de Scalf.
Dai Romani era conosciuta come Vallis Decia (nome derivante dal torrente che la solca, il Dezzo, che nella parlata locale viene chiamato Decc) e veniva sfruttata per le numerose miniere di ferro.

### Medioevo
I secoli successivi videro la zona passare sotto il controllo del Sacro Romano Impero guidato da Carlo Magno, che donò l'intera zona ai monaci di Tours.
La Val di Scalve storicamente fu guelfa grazie a due nobili famiglie locali: i Capitaneo e gli Albrici.
Nel VII secolo inizia la contesa del monte Negrino contro i vicini di Borno. Si concluderà nel XVII secolo.
Nel 1026 i terreni della val di Scalve erano del Vescovo di Bergamo, grazie allo scambio di territori da parte di Ambrogio II.
Nel 1047 Enrico III elegge Darfo a Corte Regia, e permette che gli abitanti della Val di Scalve continuino l'antica usanza di commerciare il ferro dietro pagamento annuale alla corte reale di Darfo di 1 000 libbre di ferro, con la pena per i trasgressori di 100 libbre di oro. In tal modo dovette essere residenza di un rappresentante o vicario imperiale.
Sia noto all'intelletto dei fedeli della santa chiesa di Dio e nostri, presenti e futuri, che noi, per amore di Dio e per la salvezza dell'anima nostra, concediamo con quest'atto dispositivo ed elargiamo, per quanto è in nostro potere, secondo la giustizia e la legge, a tutti gli uomini che abitano sui monti di Scalve il diritto e la concessione di commerciare e vendere il loro ferro o qualsiasi altra cosa nei territori del nostro impero fino al monte Croce e al monte Bondone.
(Vogliamo che esercitino i loro commerci) senza che nessuno li contrasti o provochi loro molestia e senza il pagamento di nessuna imposta, tranne le mille libbre di ferro che hanno finora portato, secondo il patto, l'usanza e la consuetudine dei loro primi antenati e predecessori, nella nostra reale corte di Darfo e che, conformemente alla legge, devono dare ogni anno.
Nessun duca, marchese, vescovo, conte e nessuna altra persona di alta o bassa condizione del nostro regno osi fare agli abitanti del detto monte di Scalve nessuna violenza e nessuna molestia o osi imporre sovrattasse, o tasse sul commercio o fodro, o osi esigere da loro o dai loro eredi una qualche pubblica imposta diversa da quanto sopra stabilito.
Se qualcuno tuttavia oserà violare in qualsiasi modo gli ordini dovrà pagare 100 libbre di oro fino: metà al tesoro regio e metà agli uomini suddetti o ai loro eredi. Perché questo ordine sia ritenuto veramente autentico e sia osservato da tutti con la dovuta diligenza, mentre lo firmiamo di nostro pugno, diamo ordine che sia contrassegnato con l'impronta del nostro sigillo [...]»
(Enrico III, Monumenta Germaniae Historica)
Nel 1109 imperversava in Val di Scalve una banda di saccheggiatori guidata da Alboino degli Alboini di Lozio.
Nel 1179 gli uomini di Scalve ottengono dal vescovo di Bergamo Guala la libertà di ricerca e di estrazione dalle miniere.
Nel 1195 il console di Scalve e il rappresentante delle vicinie, nominati per la prima volta, si recano a Bergamo per richiedere a un console della città di trasferirsi a Scalve (Vilmaggiore e Vilminore) per delinearne i confini.
Il 6 novembre 1222 la valle è ceduta dal vescovo di Bergamo Giovanni Tornielli e affidata ai Capitaneo. Gli scalvini non accettano l'infeudazione e si ribellano. Il 29 marzo 1231 si ha un accordo nel quale i Capitanei avrebbero ceduto i diritti feudali alla Valle (con alcune eccezioni) la quale non avrebbe imposto fodro, gabelle o dazi ai signori e ai loro discendenti, e avrebbe versato un riscatto di 2.400 lire imperiali, più il canone che i Capitanei dovevano al vescovo di Bergamo.
La Comunità di Scalve aveva due consigli, quello Generale e quello di Credenza, più tutte le vicinie dei vari abitati.
Nel 1372 vennero stilati per ordine dei Visconti di Milano degli statuti di valle.

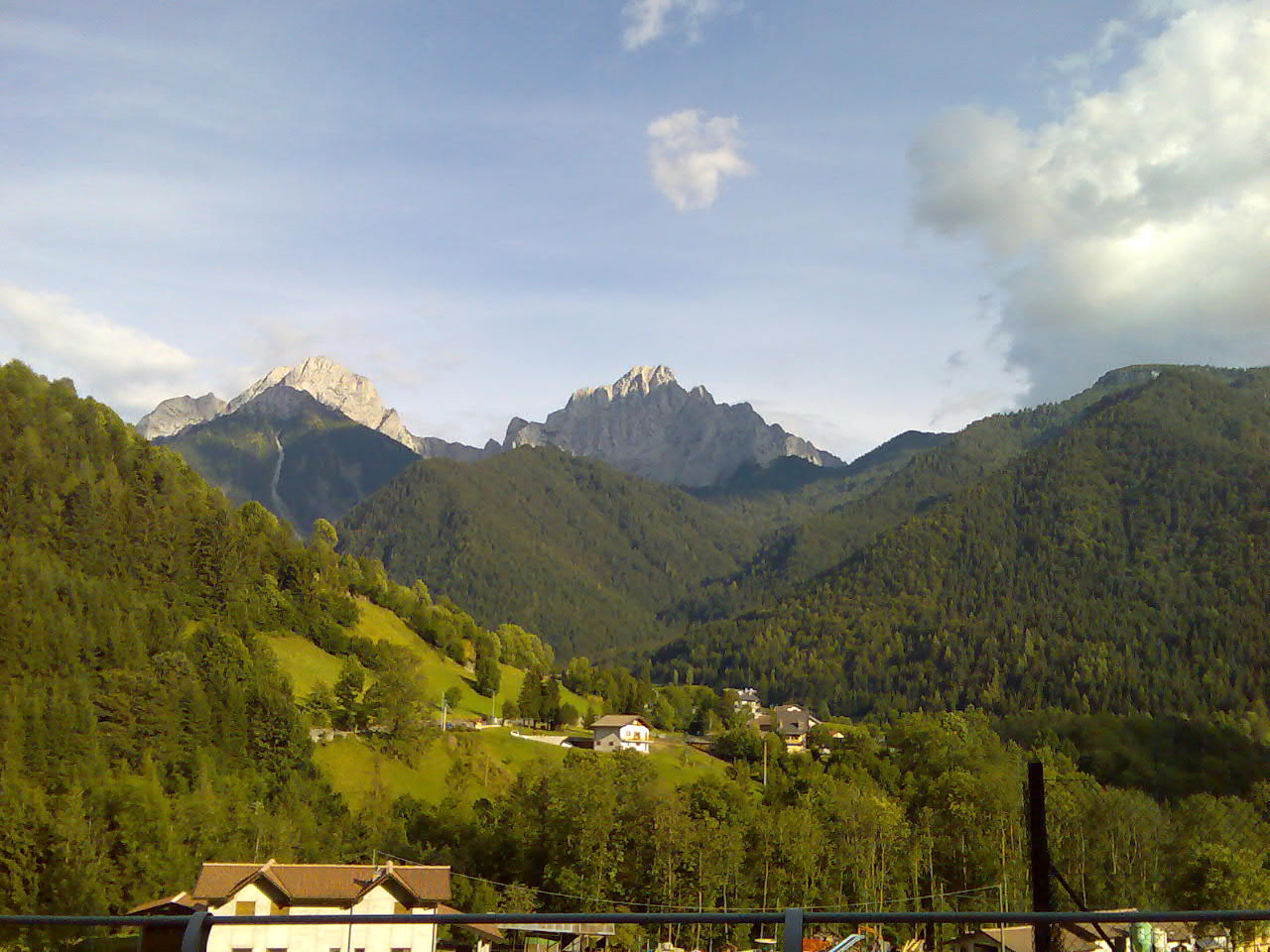
La valle in prossimità di Schilpario. Sullo sfondo il Monte Sossino e il Pizzo Camino.

Nel 1428 la Comunità di Scalve chiese e ottenne l'annessione alla Repubblica di Venezia. Per questo ottenne come ricompensa una grande autonomia amministrativa e l'esenzione dalla milizia.

### Età moderna

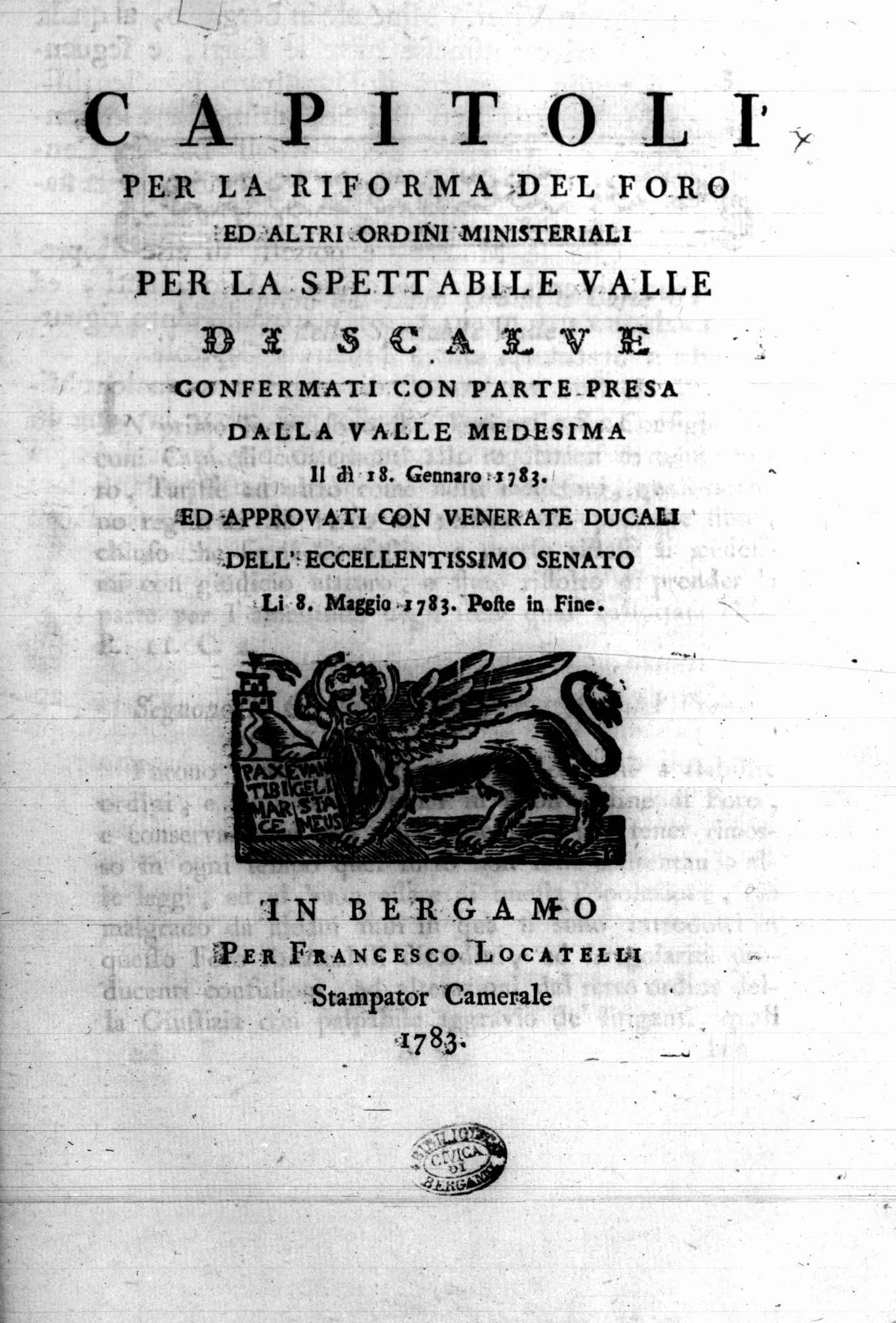
Capitoli per la riforma del foro ed altri ordini ministeriali per la spettabile Valle di Scalve, 1783

Nel 1586 si riporta che la valle fosse abitata da 13 000 "anime" in 778 famiglie (fuochi), ma le cifre si ritengono gonfiate.
Soltanto nel 1797, con la fine della Serenissima e l'avvento della Repubblica Cisalpina, la comunità venne di fatto smembrata, e i borghi principali acquisirono la propria autonomia comunale.

### Età contemporanea
Successive modifiche, operate dai vari regimi che si susseguivano nella valle, cambiarono i confini territoriali, ma non intaccarono l'autonomia comunale dei paesi.
Nel 1858 si contavano circa 4 000 abitanti.
In epoca recente la prosperità della zona fu garantita dalle sopra citate miniere (le ultime furono chiuse negli anni sessanta del XX secolo e sono oggi visitabili dai turisti): basti dire che nel 1586 la popolazione della Comunità grande di Scalve era stimata in 13 000 persone, ovvero oltre il doppio di quella attuale.
Nella storia recente il fatto più importante della storia scalvina è sicuramente il crollo della diga del Gleno, una tragedia avvenuta il 1º dicembre 1923 e che uccise un gran numero degli abitanti dei comuni della valle.

## Trasporti

### Accessi
La Valle di Scalve è interamente percorsa dalla Strada statale 294 della Val di Scalve, che parte da Darfo Boario Terme, in Val Camonica, e risale il corso del torrente Dezzo fino ad arrivare al passo del Vivione, che la mette in comunicazione con il comune di Paisco Loveno, situato in un'altra valle laterale della Val Camonica; di questa strada è particolarmente notevole la cosiddetta Via Mala bergamasca, ovvero un tratto di circa 8 chilometri (fra Angolo Terme e la località Dezzo di Scalve) in cui essa è stata scavata nella viva roccia di una forra, percorsa da un impetuoso torrente e serrata tra due pareti rocciose dalle quali scendono numerose cascate.
Alla valle si accede anche da Borno (SP 59, che porta nuovamente in Val Camonica) e dal passo della Presolana (SS 671, che porta in Val Seriana e che costituisce la via più rapida per Bergamo).

## Sport

### Pattinaggio
Schilpario dispone di una pista di pattinaggio nei pressi della pista degli abeti.

### Sci di discesa
Colere e, in misura minore, Schilpario ospitano delle seggiove e piste di sci di discesa.
Le piste di Colere partono dal monte Ferrante fino alla frazione di Carbonera.

### Sci di fondo
Schilpario ospita la pista degli abeti, abilitato per competizioni internazionali che si sviluppa per 12 km e dispone d'impianti d'innevamento artificiale.